# Barpy Alykulov
Pour les articles homonymes, voir Alykulov.
 (septembre 2019).
Si vous disposez d'ouvrages ou d'articles de référence ou si vous connaissez des sites web de qualité traitant du thème abordé ici, merci de compléter l'article en donnant les références utiles à sa vérifiabilité et en les liant à la section « Notes et références ».
Barpy Alykulov (en kirghize : Барпы Алыкулов ; né en 1884 - mort le 9 novembre 1949) est un conteur et chanteur kirghize de la période soviétique connu en tant qu'improvisateur « akyn ». Il est considéré comme l'un des grands poètes kirghizes[réf. souhaitée].

## Biographie
Barpy Alykulov était issu d'une famille pauvre. Dès l'âge de 16 ans, ce jeune chanteur et poète devint connu pour son talent d'improvisateur « akyn ». Ses chants de la période pré-révolutionnaire parlaient du sort misérable de la population kirghize. Plus tard, il écrivit des poèmes sur le thème de la construction socialiste. 
À partir de 1943, les chants de Barpy Alykulov furent enregistrés, et la plupart d'entre eux traduits en russe. Il est considéré comme un maître de la forme poétique, ainsi que le successeur de Toktogul Satilganov. Barpy Alykulov écrivit des textes satiriques et critiques, notamment un poème sur la dure férule subie par les Kirghizes lors du khanat de Kokand.